# Вийеме, Реми
Пьер-Реми́ Вийеме́ (фр. Pierre Rémi Willemet; 1735—1807) — французский ботаник и врач.

## Биография
Пьер-Реми Вийеме родился 13 сентября 1735 года в деревне Норруа в департаменте Вогезы. Сначала поступил в Университет Понт-а-Муссон, однако бросил и получал образование у своего дяди-иезуита в Нанси. Там он учился фармации, ботанике и естествознанию. В 1762 году Вийеме поступил в Фармацевтический колледж Нанси. В 1766 году он окончил колледж и стал преподавать там ботанику и химию. Затем Реми был назначен профессором естественной истории, несколько лет работал директором ботанического сада Нанси. Реми Вийеме скончался 21 июля 1807 года в Нанси.
В 1762 году родился сын Реми Вийеме — Пьер Реми Франсуа де Поль, впоследствии также ставший ботаником.
Гербарий Реми Вийеме хранится в Ботаническом саду Нанси (NCY).

## Некоторые научные работы
- Willemet, P.R.; Coste, J.F. (1778). Essais botaniques, chimiques et pharmaceutiques. 120 p.
- Willemet, P.R. (1780). Phytographie économique de la Lorraine. 142 p.
- Willemet, P.R. (1805). Phytographie encyclopédique. 3 vols., 1394 p.

## Роды растений, названные в честь Р. Вийеме
- Willemetia Neck., 1777
- Willemetia Maerkl., 1801, nom. illeg. [syn.  Kochia Roth, 1801]